# Tami-Tami

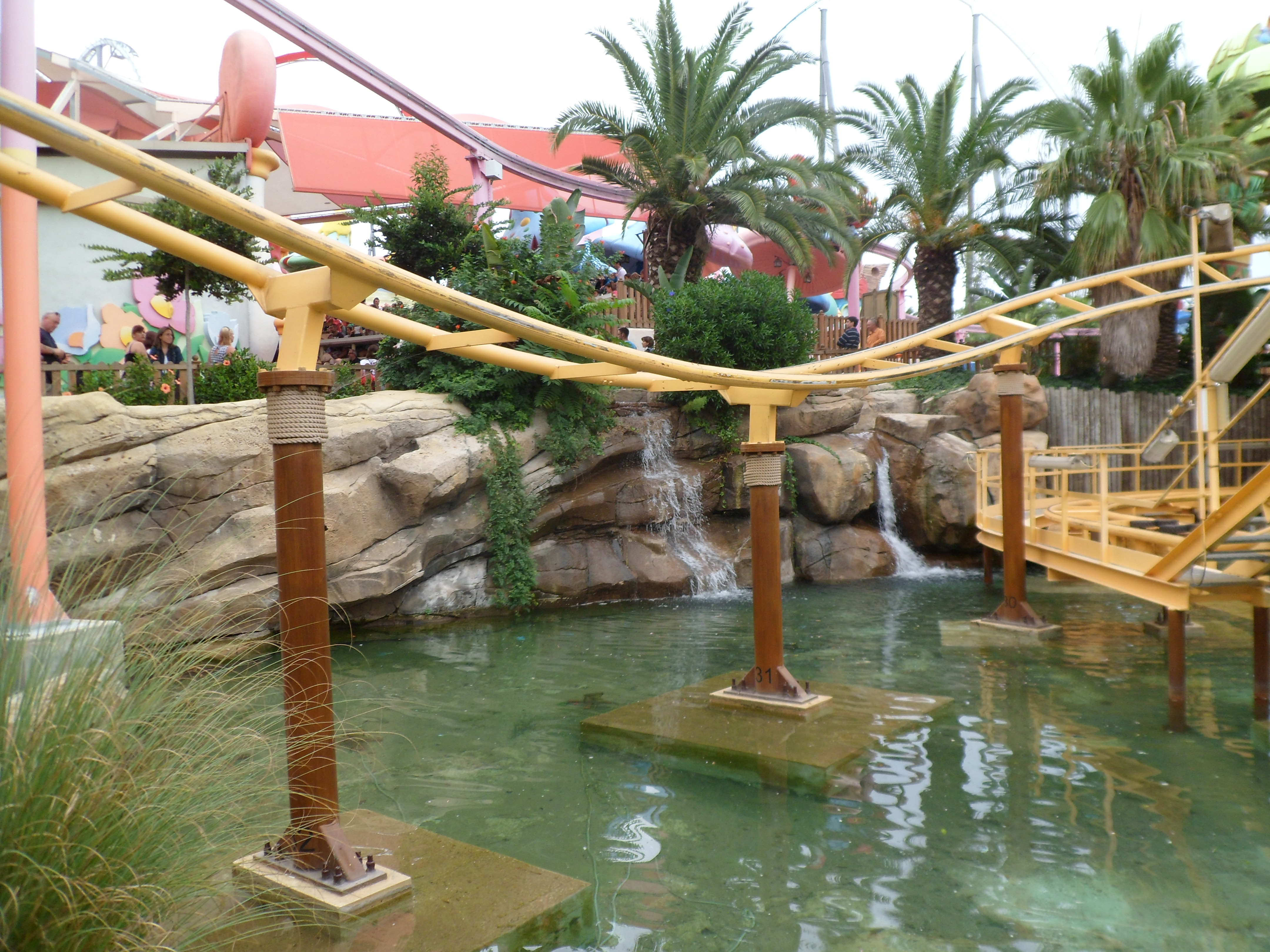
Imatge de l'atracció.

Tami-Tami és una muntanya russa infantil del parc temàtic PortAventura Park ubicada a l'àrea de SésamoAventura. Va ser construïda per Vekoma i va ser inaugurada el 15 de juliol de 1998.

## Descripció
Tami-Tami va ser inaugurada el 15 de juliol de 1998, substituint l'atracció Tifó, inaugurada aquesta última juntament amb el parc l'any 1995, però tancada i desmantellada a causa dels constants problemes.
La muntanya russa passa per sobre d'un llac. Quan es va inaugurar, formava part de l'àrea de Polinèsia, però en inaugurar-se SésamoAventura en la temorada de 2011, va passar a formar part d'aquesta àrea. Durant la temporada del 2010, va estar tancada a causa de la construcció de SésamoAventura.

## Recorregut
En sortir de l'atracció es fa una corba cap a l'esquerra abans d'encarar la pujada sobre unes rodes de fricció d'uns 8 metres d'altitud, allà es una hèlice pronunciada de baixada a dretes seguida d'un petit airtime i una corba a esquerres que passa molt a prop de l'estació. Llavors ve una altra corba a esquerres, una hèlice de 360° en baixada a la dreta i finalment els frens finals, seguits d'una corba a esquerres per entrar a l'estació.